# Wjaczesław Perszyn
Wjaczesław Wołodymyrowycz Perszyn, ukr. В'ячеслав Володимирович Першин, ros. Вячеслав Владимирович Першин, Wiaczesław Władimirowicz Pierszin (ur. 18 października 1940 w Aszchabadzie, Turkmeńska SRR, zm. 27 sierpnia 2008 w Czerkasach, Ukraina) – ukraiński piłkarz, grający na pozycji obrońcy, trener piłkarski.

## Kariera piłkarska
Wychowanek sekcji piłkarskiej na Stadionie Juniorskich Pionierów w Moskwie. W 1962 roku rozpoczął karierę piłkarską w klubie Awanhard Tarnopol. Potem służył w wojskowym klubie SKA Lwów. W 1963 został zaproszony przez trenera Giermana Zonina do zespołu Trudowi Rezerwy Ługańsk, który potem zmienił nazwę na Zoria Ługańsk. Po 4 latach przez konflikt z trenerem odszedł do Daugavy-REZ Ryga. Ale wkrótce powrócił na Ukrainę, gdzie został piłkarzem Szachtara Donieck. Po pół roku przeszedł do Silbudu Połtawa, który trenował były trener Zorii Ołeksandr Ałpatow. W 1970 roku przeniósł się do Desny Czernihów, w której po zakończeniu sezonu zakończył karierę.

## Kariera trenerska
Karierę szkoleniowca rozpoczął po zakończeniu kariery piłkarza. Najpierw pracował w Internacie Sportowym w Ługańsku. W 1974 obejmował stanowisko dyrektora sportowego Spartaka Iwano-Frankiwsk, po czym powrócił do Internatu Sportowego w Ługańsku. Od 1977 pomagał trenować kluby Zoria Ługańsk, SKA Kijów i Torpedo Łuck. W 1980 awansował na stanowisko starszego trenera Torpeda Łuck, którym kierował do 1983 roku. W 1984 prowadził Okean Kercz, a w pierwszej połowie sezonu 1985 Podilla Chmielnicki. W 1987 stał na czele Dnipra Czerkasy, który spadł do rozgrywek amatorskich. W następnym sezonie powrócił z klubem do rozgrywek zawodowych we Wtoroj lidze radzieckiej. Czerkaskim zespołem kierował do maja 1989, a potem trenował zespoły amatorskie. W sezonie 1994/95 dołączył do sztabu szkoleniowego Naftowyka Ochtyrka, ale wkrótce opuścił go. Potem prowadził drużynę amatorską Nywa-Naftowyk Korsuń. Wiosną 1998 objął prowadzenie Torpeda Zaporoże, ale po 4 meczach powrócił do Czerkas, gdzie do końca rundy wiosennej kontynuował pracę na stanowisku głównego trenera FK Czerkasy. W marcu-kwietniu 2002 powrócił do kierowania FK Czerkasy. Od lata 2002 pomagał Wadymowi Dobyżie trenować Wołga Twer, a w 2003 został mianowany na głównego trenera Wołgi. Z klubem awansował do Wtoroj lidze rosyjskiej. Następnie wrócił na Ukrainę, gdzie pracował w drużynami amatorskimi, m.in. Kołos Czornobaj i Złatokraj Zołotonosza. W 2006 ponownie został zaproszony do sztabu szkoleniowego Dnipra Czerkasy. Ostatnim klubem w jego karierze był Chodak Czerkasy.
27 sierpnia 2008 zmarł w Czerkasach w wieku 67 lat. Po jego śmierci organizowany coroczny Memoriał jego imienia.

## Sukcesy i odznaczenia

### Sukcesy piłkarskie
Zoria Ługańsk
- mistrz Ukraińskiej SRR: 1966

### Sukcesy trenerskie
Dnipro Czerkasy
- mistrz Ukraińskiej SRR wśród drużyn amatorskich: 1988

Wołga Twer
- mistrz grupy "Zołotoje kolco" Lubitielskoj futbolnoj ligi: 2003

### Odznaczenia
- tytuł Mistrza Sportu ZSRR: 1966
- tytuł Zasłużonego Trenera Ukraińskiej SRR: 1989